# یوران فلیخن
یوران فلیخن (هلندی: Joran Vliegen؛ زادهٔ ۷ ژوئیهٔ ۱۹۹۳) تنیس‌باز اهل بلژیک است.